# 뒤정강근
뒤정강근(tibialis posterior muscle) 또는 후경골근(後脛骨筋)은 다리의 근육으로 종아리뒤칸에 위치하며 가장 중앙에 놓여 있다. 사람의 종아리를 안정화하는 데에 중요하게 작용한다.

## 구조
뒤정강근은 가쪽으로는 종아리뼈의 뒤안쪽 경계에서 시작된다.  또한 안쪽으로는 정강뼈와 종아리뼈 사이에 존재하는 뼈사이막에도 붙어 있다.
뒤정강근의 힘줄(간혹 posterior tibial tendon으로 지칭)은 안쪽복사 뒤쪽을 통해 아래로 내려간다. 힘줄은 발바닥(plantar), 주(main), 되돌이(recurrent) 성분으로 나눠지며 끝난다. 주된 부분은 발배뼈의 결절에 닿는다. 더 작은 부분은 안쪽쐐기뼈의 발바닥 쪽 면에 닿는다. 발바닥부분은 둘째, 셋째, 넷째 발허리뼈, 중간쐐기뼈와 가쪽쐐기뼈, 입방뼈의 바닥에 닿는다. 되돌이부분은 발꿈치뼈의 목말받침돌기에 닿는다.
혈액 공급은 뒤정강동맥에 의해 이루어진다.

### 신경 분포
정강신경이 뒤정강근에 분포한다.

## 기능
뒤정강근은 종아리를 안정하게 하는 데에 중요한 근육이다. 또한 수축하여 발의 안쪽번짐을 일으키고 발목에서 발의 발바닥굽힘을 돕는다. 안쪽 발의 아치를 지지하는 데에도 주된 역할을 한다. 뒤정강근 힘줄의 파열과 같은 뒤정강근의 기능 이상은 성인의 평발로 이어지거나, 안쪽번짐 기능이 소실되어 가쪽번짐이 저항 없이 일어나게 되어 외반변형의 원인이 될 수 있다.

## 임상적 중요성
뒤정강근 먼쪽 힘줄의 손상은 드물며 운동 중에 발생할 수 있다. 보통 발목 안쪽의 통증을 증상으로 나타낸다. 탈구나 열상을 포함하고 있는 손상의 경우 수술이 필요한 경우가 종종 있다.

## 추가 이미지

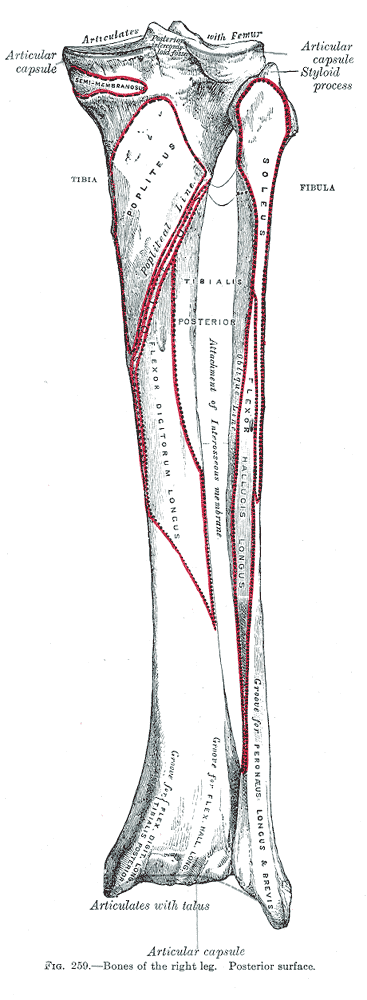
오른쪽 다리의 뼈. 뒤쪽의 그림.
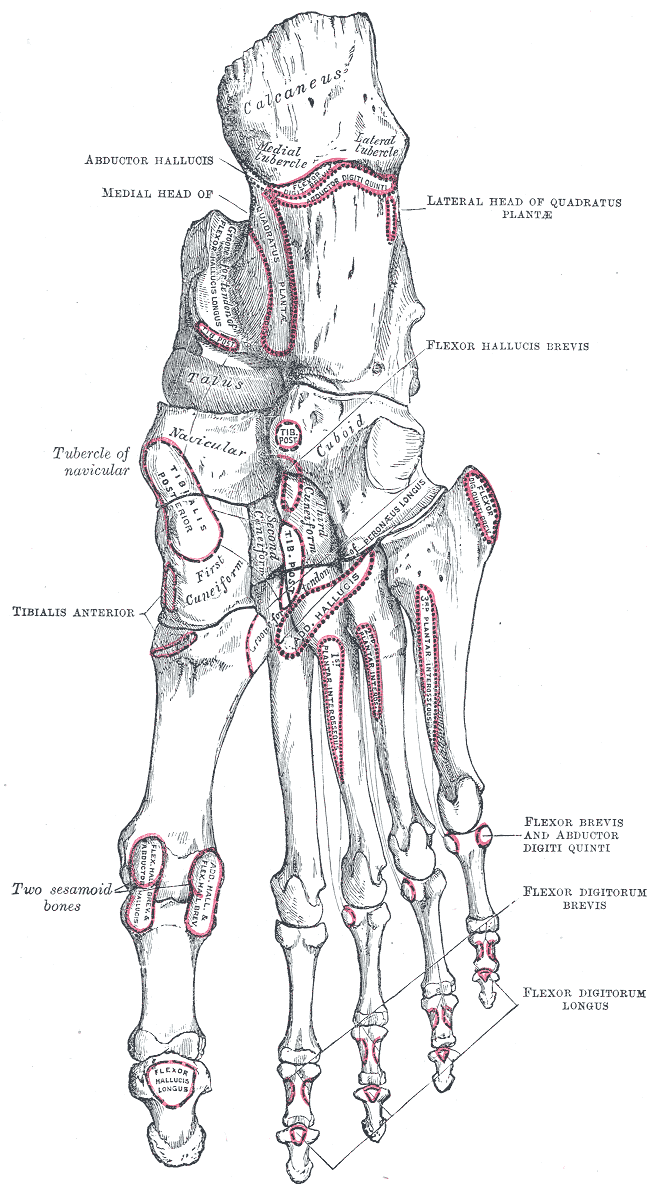
오른쪽 발의 뼈. 발바닥 쪽의 그림.
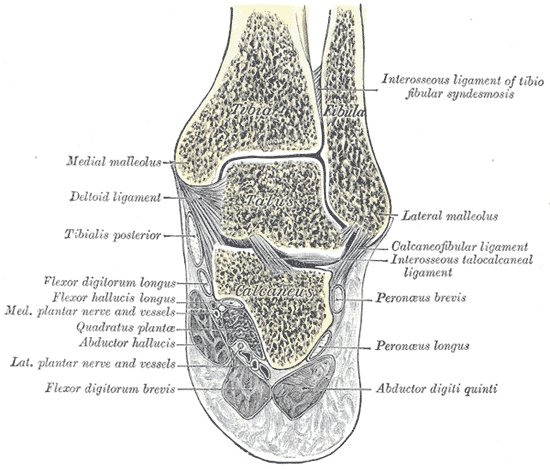
목말종아리관절과 목말발꿈치관절을 통한 관상단면
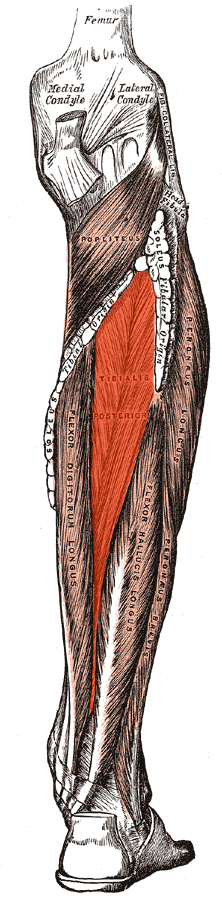
다리 뒤쪽 깊은층의 근육. 뒤정강근이 빨갛게 표시되어 있다.
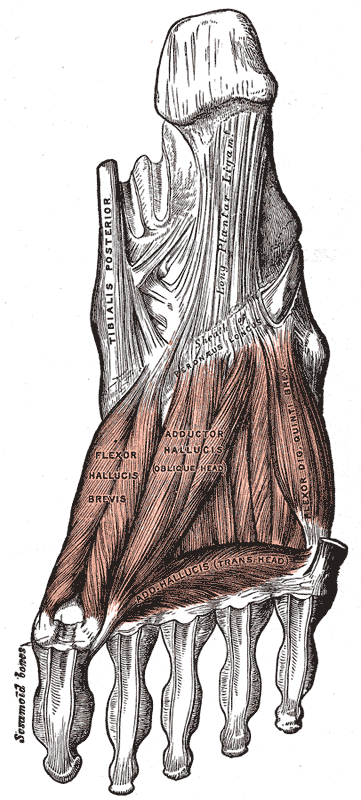
발바닥 셋째층의 근육들. 뒤정강근의 힘줄이 그림 왼쪽에 표시되어 있다.
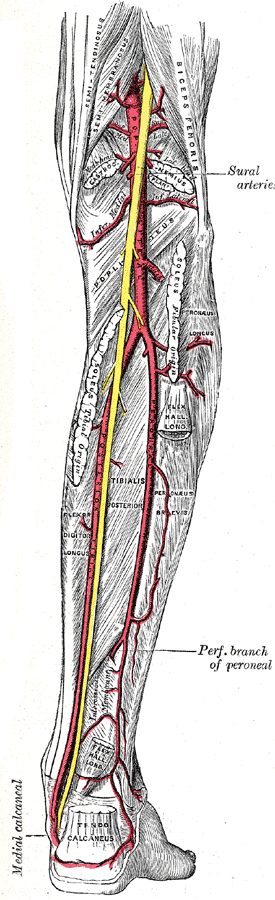
오금동맥, 뒤정강동맥, 종아리동맥.
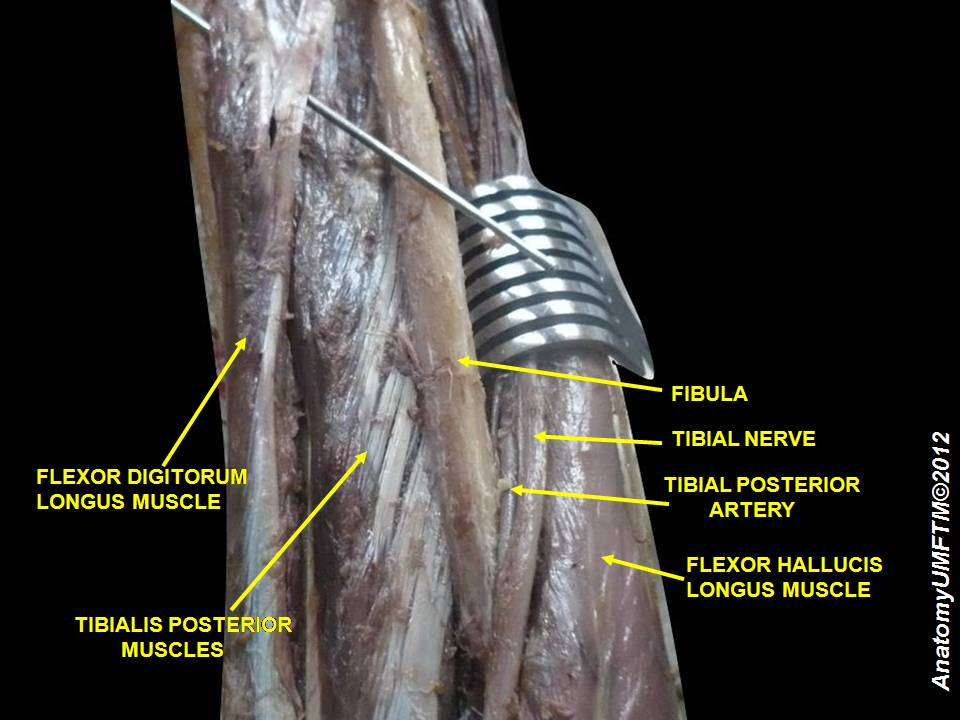
다리 뒤쪽 깊은층의 근육들
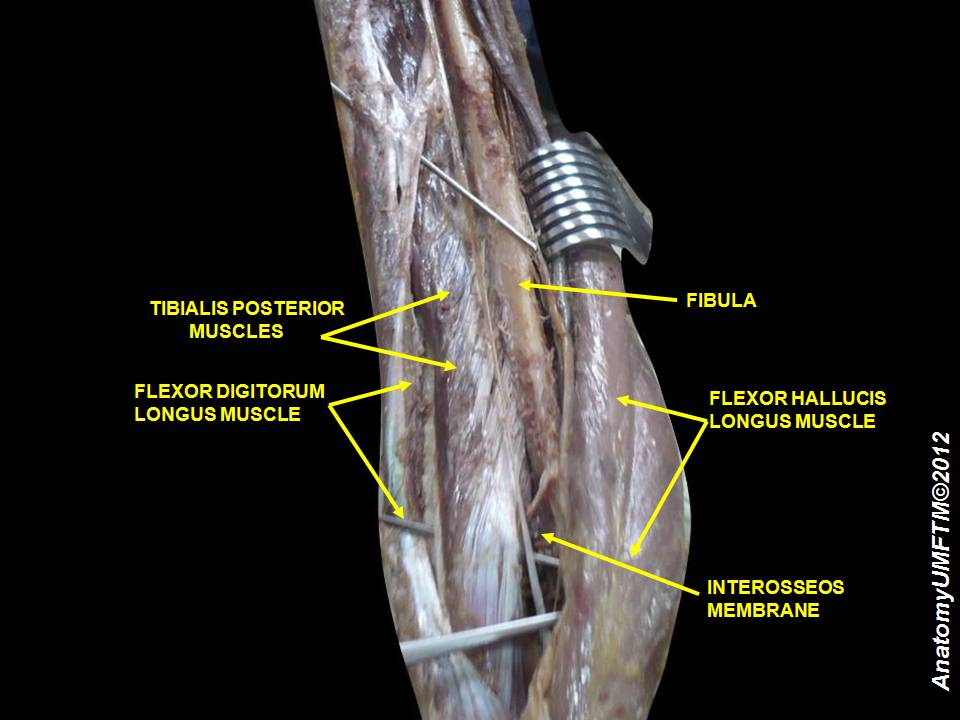
다리 뒤쪽 깊은층의 근육들
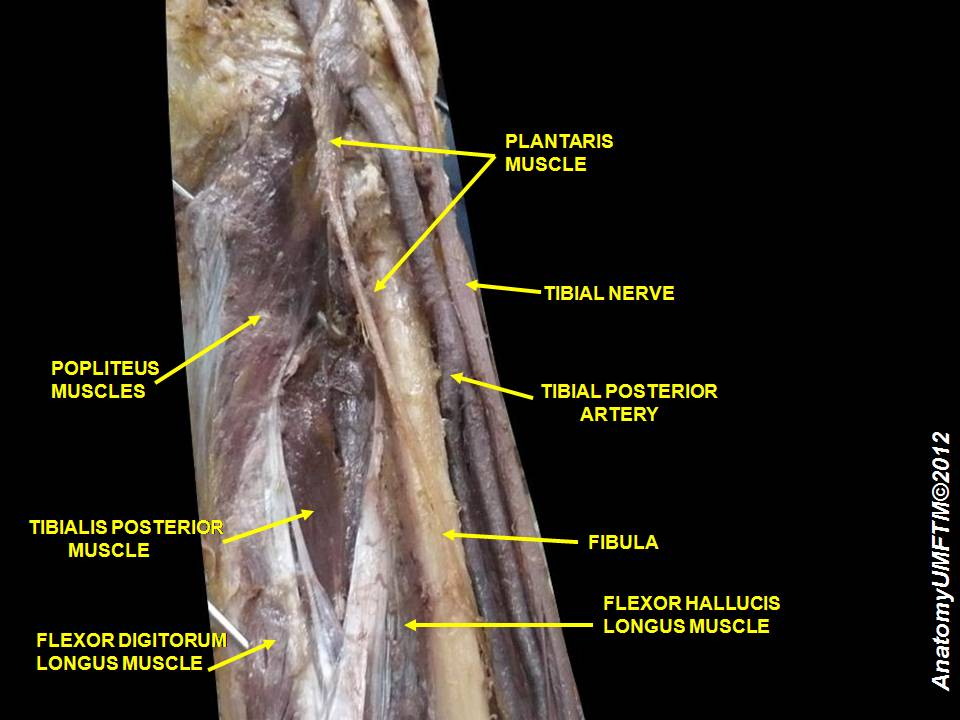
다리 뒤쪽의 근육들
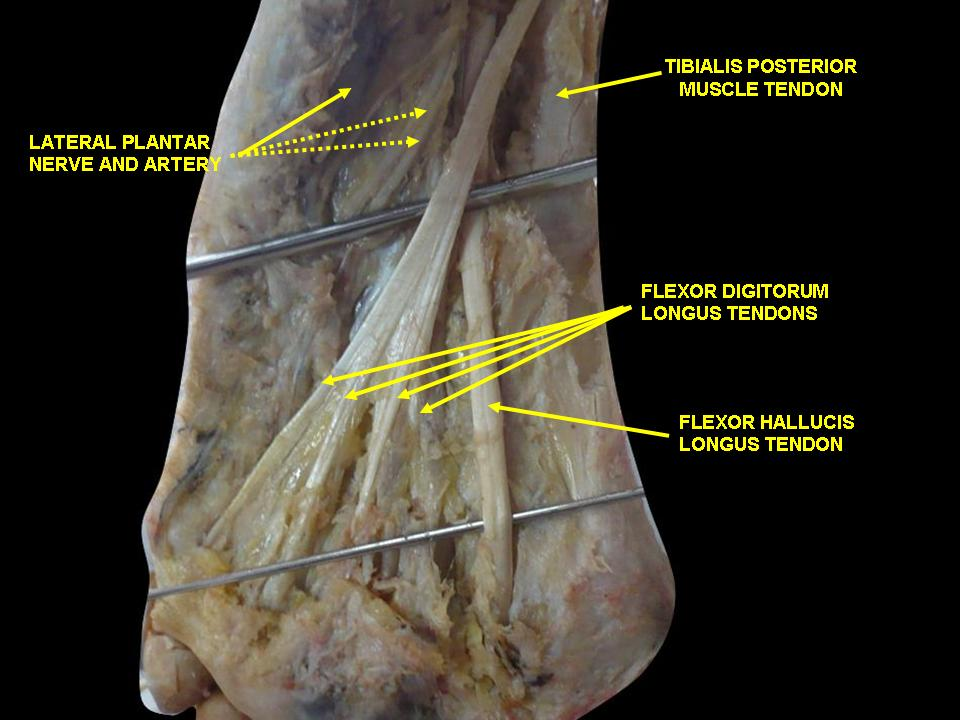
발바닥의 근육들
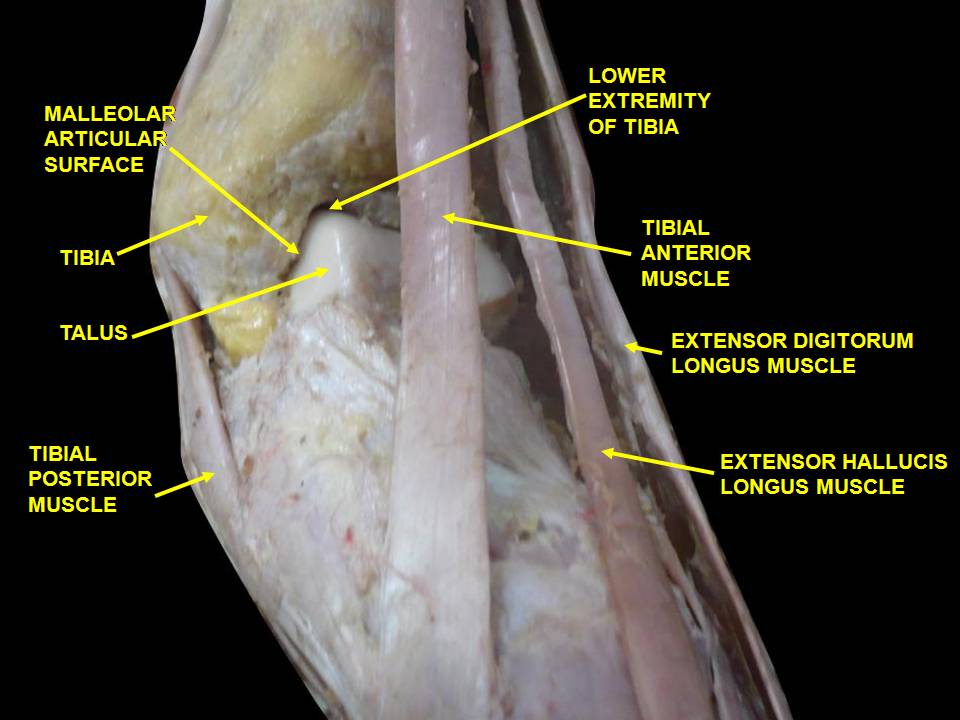
발목 근처의 발등. 깊은 해부.
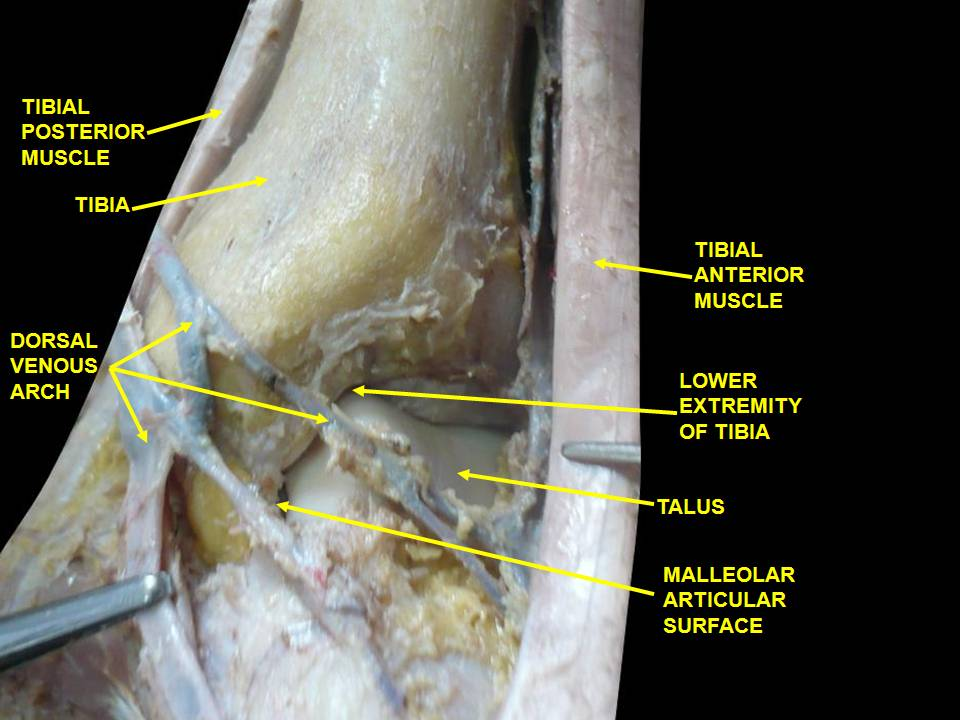
발목 근처의 발등. 깊은 해부.
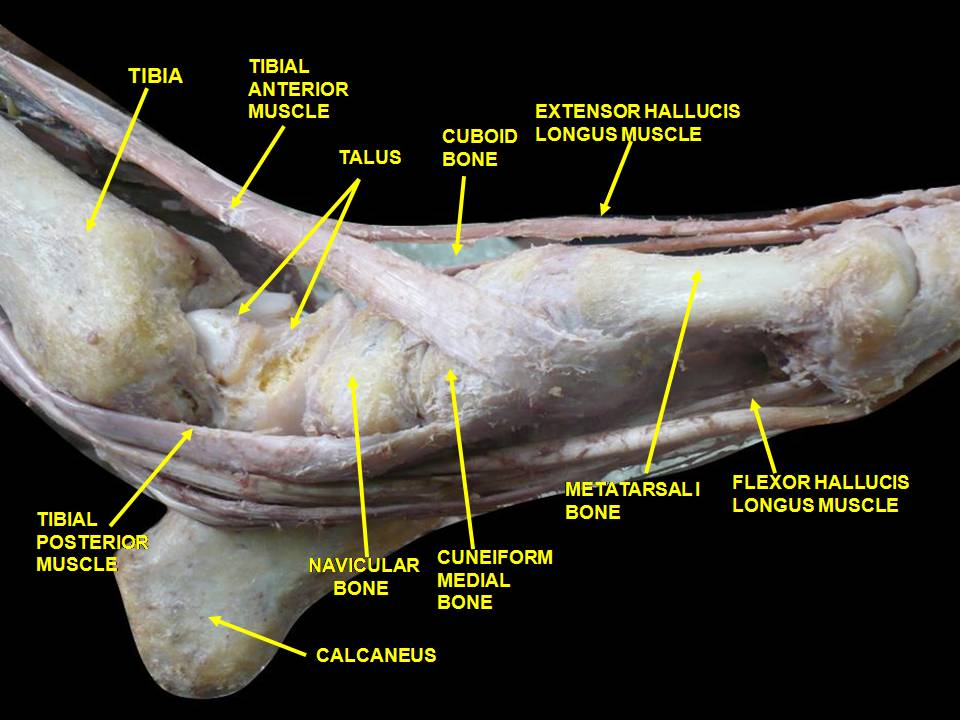
발목관절의 깊은 해부. 안쪽에서 본 모습.